# Bezirksausschuss
Ein Bezirksausschuss ist in deutschen Gemeinden ein lokales Organ zur Interessenvertretung der Bürger eines Stadt- oder Ortsteils.

## Bayern
Im Freistaat Bayern ist ein Bezirksausschuss gemäß Art. 60 Absatz 2 bis 4 der Bayerischen Gemeindeordnung ein auf einen Stadtbezirk bezogenes lokales Organ, das in Städten ab 100.000 bis 1 Mio. Einwohner eingerichtet werden kann. In Städten mit mehr als einer Million Einwohnern, in Bayern ausschließlich München, sind Bezirksausschüsse zwingend vorgeschrieben. Diese haben die Aufgabe, stadtteilbezogene Anliegen der Bürger zu unterstützen und durchzusetzen. 
Wenn Bezirksausschüsse gebildet werden, erfolgt deren Zusammensetzung entsprechend dem Wahlergebnis der Stadtratswahlen im jeweiligen Stadtbezirk. Sofern den Bezirksausschüssen eigene Entscheidungsrechte übertragen werden, werden die Mitglieder der Bezirksausschüsse von den im Stadtbezirk wohnenden Bürgern gleichzeitig mit den Stadtratsmitgliedern für die Wahlzeit des Stadtrats gewählt.
Der Stadtrat kann durch Bezirksausschüsse in seiner Arbeit entlastet werden. Den Bezirksausschüssen können vom Stadtrat und vom Oberbürgermeister/von der Oberbürgermeisterin (Geschäfte der laufenden Verwaltung nach Art. 37 (1) 1. BayGO) eigene Entscheidungsrechte übertragen werden. Bezirksausschüsse erleichtern bürgernahes Arbeiten innerhalb eines Stadtteils.
Derzeit (Stand: Wahlperiode 2008–2014) werden nur in zwei bayerischen Städten (Ingolstadt und München) Bezirksausschüsse gebildet; nur den Bezirksausschüssen in den 25 Stadtbezirken Münchens wurden Entscheidungsrechte übertragen.

## Nordrhein-Westfalen
In Nordrhein-Westfalen kann in den kreisangehörigen Gemeinden nach § 39 der Gemeindeordnung für das Land Nordrhein-Westfalen (GO NRW) für jeden Gemeindebezirk (Ortsteil) entweder ein Bezirksausschuss gebildet oder ein Ortsvorsteher bestellt werden. Die Mitglieder des Bezirksausschusses werden durch den Stadtrat bestellt. Dem Bezirksausschuss können auch sachkundige Bürger angehören. Für kreisfreie Städte sieht § 36 GO NRW dagegen eine so genannte Bezirksvertretung vor.